# Eco di sirene (album)
(Carmen Consoli su Eco di sirene)
Eco di sirene è il terzo album dal vivo della cantautrice italiana Carmen Consoli, pubblicato il 13 aprile 2018.

## Descrizione
L'album è stato pubblicato a più di tre anni di distanza dal precedente, L'abitudine di tornare (2015, Universal).
Il disco è una compilation di alcuni tra i brani di maggiore successo della cantante, portati da lei in tournée nell'Eco di sirene Tour tra il febbraio e l'aprile del 2017 e poi nelle tappe estive. La cantautrice afferma che il "laboratorio" dell'album è stato la serie web Noi due (e gli altri), che affronta il tema dei rapporti umani e "di come sia difficile essere tolleranti con chi ti sta a fianco".
Le canzoni sono state registrate in presa diretta con nuovi arrangiamenti e orchestrazioni, e con il solo ausilio di una chitarra acustica (suonata dalla stessa Consoli), di un violino e di un violoncello, presso il Forum Village di Roma, studio di registrazione di importanti colonne sonore del cinema negli anni Sessanta:
Oltre ai brani già noti, la raccolta contiene due inediti - Uomini topo e Tano - che sono stati definiti dalla cantautrice "spiazzanti" e "provocatori".
Uomini topo - riadattato dalla sigla di Noi due (e gli altri) - è anche il singolo di lancio dell'album, in rotazione radiofonica dal 6 aprile 2018 ma già pubblicato su Spotify il 3 aprile. La canzone, incentrata sul racconto di un fantastico esperimento di manipolazione genetica per il rafforzamento della razza umana, affronta il tema della "mancanza di empatia tra le persone" e della difficile convivenza tra gli uomini.
Il secondo inedito, Tano, cantato in dialetto catanese, riprende invece il filone folk della cantautrice. La storia è narrata dalla moglie di Tano, che aspetta il marito "dopo tre giorni di caccia e di tradimenti"; nelle strofe finali si scopre che Tano ha comprato lepri e quaglie al mercato e in realtà l'uscita di caccia era solo un pretesto. Il testo mette in rilievo gli stati d'animo della donna, oppressa dal marito, che desidererebbe volare "senza catene e camicie da stirare", e difatti la cantante specifica che la canzone è anche una critica contro il sistema patriarcale e contro "chi subisce senza far nulla", affermando che uno dei problemi del Sud è "l'eccesso di lamento e il non prendere iniziativa".

La canzone da cui prende nome la compilation (e l'omonima tournée), Eco di sirene, già edita nel 1998 con l'album Mediamente isterica, è ispirata alla guerra in Afghanistan. Nel 2017, a proposito del titolo, la cantante ha affermato:

## Accoglienza
| Recensione | Giudizio |
| ---------- | -------- |
| Rockol.it  | [ 8 ]    |
| Newsic.it  | 6.8/10   |

L'album esordisce direttamente al secondo posto della classifica FIMI.
In seguito all'uscita del disco il Giornale.it definisce Carmen Consoli "l'araba fenice della nostra musica d'autore", che "rinasce sempre con un abito nuovo", "alternativa" e "controversa", "per scelta lontana dalle mode"; descrive inoltre i brani come "quasi punk nell'anima, intrisi di Sicilia e siciliani visti con i filtri di Pirandello o Emma Dante, insomma dolorosamente veri e scherzosamente visionari" e indica in particolare il singolo Tano come "la fotografia di un tempo di prevaricazioni e vessazioni che oggi si sta essiccando sotto la luce del presente".
La rivista online Rockol.it - che assegna 3,5/5 stelle all'album - esalta l'anima acustica del disco, minimale e ricca di sfumature, evidenziando come la cantautrice abbia una particolare attrazione per questo genere di musica e individuando nel suono "preciso, pulito e vibrante" della chitarra "una delle cose più belle" della compilation. La stessa rivista definisce le registrazioni in presa diretta come "la dimostrazione della maturità artistica di una delle migliori cantautrici italiane", "un'operazione coerente" con la sua carriera ma anche "un passo avanti" che permette all'album di non essere "il classico disco dal vivo". Oltre agli inediti Uomini topo e Tano, Rockol.it segnala anche Amore di plastica, "notevole" in versione acustica.
La redazione di Newsic.it dà invece 6.8 punti su 10 all'album, elogiato in quanto "non è un vero e proprio disco live, tanto meno è una compilation dei suoi successi, piuttosto è una sorta di ragionamento sonoro in versione acustica e orchestrale". I due inediti dal tema sociale sono definiti "accuse liriche" e vengono segnalati come tre brani "essenziali" Pioggia d'aprile, Fiori d'arancio e In bianco e nero.

## Tracce

### CD 1
Testi e musiche di Carmen Consoli, eccetto dove indicato.
1. Uomini topo – 3:36
2. Parole di burro – 4:35
3. Mio zio – 3:36
4. Mandaci una cartolina – 3:49 (Carmen Consoli, Massimo Roccaforte)
5. Pioggia d'aprile – 3:38
6. L'ultimo bacio – 3:28
7. AAA Cercasi – 3:50 (Carmen Consoli, Mauro Lusini)
8. Eco di sirene – 4:29
9. Sulle rive di Morfeo – 4:19
10. L'eccezione – 3:40
11. Amore di plastica – 3:24 (Carmen Consoli, Mario Venuti)

### CD 2
Testi e musiche di Carmen Consoli, eccetto dove indicato.
1. Tano – 4:09
2. Fiori d'arancio – 4:07
3. Perturbazione atlantica – 4:11
4. 'A finestra – 4:50
5. In bianco e nero – 4:37
6. Maria Catena – 4:35
7. La notte più lunga – 4:04 (Carmen Consoli, Salvatore Distefano)
8. Il sorriso di Atlantide – 4:23
9. Blunotte – 4:26
10. Sud Est – 3:55
11. Venere – 4:09

## Formazione
- Carmen Consoli - voce, chitarra acustica, basso, tamburello basco
- Elena Guerriero - sintetizzatore, tastiera, percussioni
- Emilia Belfiore - violino
- Claudia Della Gatta - violoncello

## Classifiche
| Classifica (2018) | Posizione massima |
| ----------------- | ----------------- |
| Italia            | 2                 |